# Bellerophon (Schiff, 1790)
Die Bellerophon, auch HMS Bellerophon, unter Seeleuten als „Billy Ruffian“ bekannt, war ein 74-Kanonen-Linienschiff (Zweidecker) dritten Ranges der Arrogant-Klasse der britischen Marine. Die Bellerophon wurde während der Französischen Revolution und der Napoleonischen Kriege eingesetzt. Sie nahm an drei Flottenaktionen teil: dem Glorreichen Ersten Juni (1794), der Seeschlacht bei Abukir und der Schlacht von Trafalgar. 1815 ging Napoleon an Bord der Bellerophon, um sich dem Schiffskapitän zu ergeben, und beendete damit einen 22 Jahre währenden Krieg zwischen Großbritannien und Frankreich.

## Geschichte
Die Bellerophon lag in den Friedensjahren in Chatham und wurde erst im Juli 1790 mit Ausbruch der Nootka-Krise in Dienst gestellt. Als die Krise zu einem Krieg mit Spanien zu werden drohte, wurden die in der Reserve liegenden Kriegsschiffe in Dienst gestellt und seetauglich gemacht. Der erste Kommandant der Bellerophon, Kapitän Thomas Pasley, traf am 19. Juli ein und begann mit Kriegsvorbereitungen. Nach einem Monat, in dem das Schiff mit Kanonen, Vorräten und Takelage ausgestattet und eine Mannschaft rekrutiert wurde, gab Pasley am 16. August den Befehl, die Verankerung zu lösen, um sich mit dem Rest der Flotte zu vereinigen, die vor der Nore-Sandbank ankerte.
Von Nore aus begab sich die Bellerophon zu den Downs und schloss sich der dort stationierten Flotte an. Die diplomatische Krise mit Spanien war im Oktober 1790 weitgehend abgeklungen und die Bellerophon wurde Ende November nach Sheerness geschickt. Während des Russisch-Österreichischen Türkienkrieges (1787–1792) blieb sie immer noch unter dem Kommando von Pasley in Dienst, doch als auch diese Zeit der Spannungen ohne offenen Krieg verging, wurde die Bellerophon nach Chatham zurückgeordert und dort am 9. September 1791 abgemustert.

### Erster Koalitionskrieg

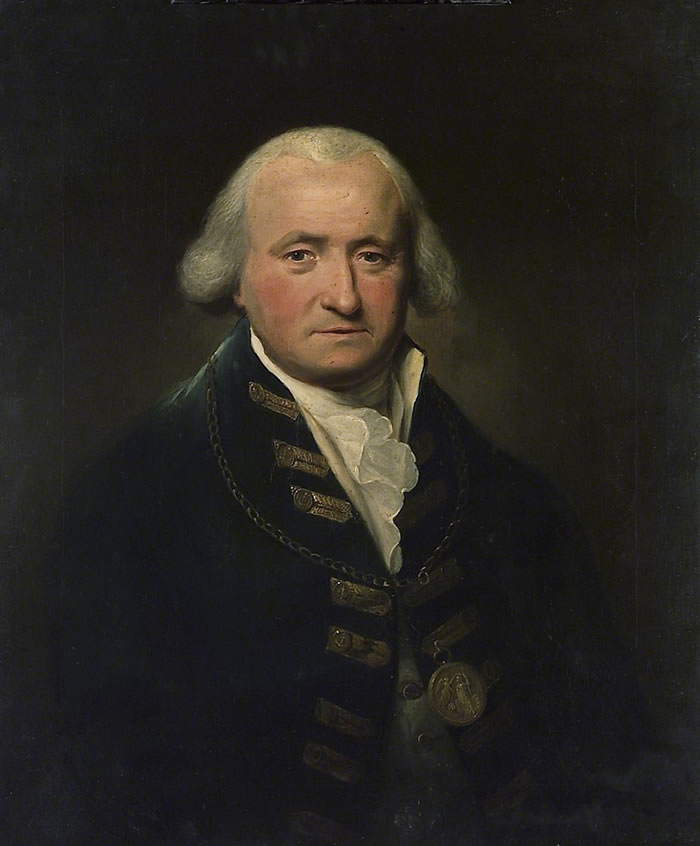
Thomas Pasley dargestellt als Konteradmiral in einem Porträt von Lemuel Francis Abbott aus dem Jahr 1795. Er war der erste Kommandant der Bellerophon und trägt die Goldmedaille der Marine, die er als Kommandant der Bellerophon erhielt.

Mit dem Ausbruch der Koalitionskriege wurde die Bellerophon im März 1793 unter ihrem früheren Kapitän Thomas Pasley reaktiviert, um sich der Kanalflotte unter Admiral Richard Howe anzuschließen. Die Kanalflotte lief am 14. Juli aus, um vor Brest zu patrouillieren, in der Hoffnung, die dort stationierte französische Flotte abzufangen und zu vernichten. Am 18. Juli kollidierte die Bellerophon südwestlich der Scilly-Inseln bei stürmischer See mit der Majestic. Die Bellerophon verlor ihren Bugspriet, den Fockmast und den Großmast, sodass sie zur Reparatur nach Plymouth gebracht werden musste. Nach ihrer Reparatur schloss sich die Bellerophon wieder der Kanalflotte an, die nun in den westlichen Anrainerstaaten patrouillierte.
Bei diesen Einsätzen erwarb sie sich den Ruf, besonders schnell zu sein, und erhielt den Spitznamen „The Flying Bellerophon“. Im September 1793 teilte Howe die Bellerophon einem fliegenden Geschwader zu, das sich aus den schnellsten Schiffen der Flotte zusammensetzte und übertrug Pasley das Kommando über das Geschwader mit dem vorläufigen Rang eines Kommodore. Am 27. November 1793 kaperten die Schiffe von Pasleys Geschwader die französische Korvette Blonde unter dem Kommando von Bürger Gueria. Da Pasley nun für ein Geschwader verantwortlich war, erhielt die Bellerophon im Januar 1794 einen neuen Kommandanten, Kapitän William Johnstone Hope, wobei Kommodore Pasley weiterhin seine Kommandoflagge an Bord führte. In den nächsten fünf Monaten patrouillierte die Kanalflotte vor Ouessant und der bretonischen Küste.

#### Seeschlacht am 13. Prairial (englisch: Glorious First of June)
Die Kanalflotte spielte in der Schlussphase des Atlantikunternehmens im Mai 1794 eine wichtige Rolle, als Howe in den Atlantik hinausfuhr, um einen herannahenden französischen Konvoi unter Admiral Pierre Jean Van Stabel abzufangen. Auch die französische Flotte unter Admiral Louis Thomas Villaret de Joyeuse befand sich bekanntermaßen auf See.

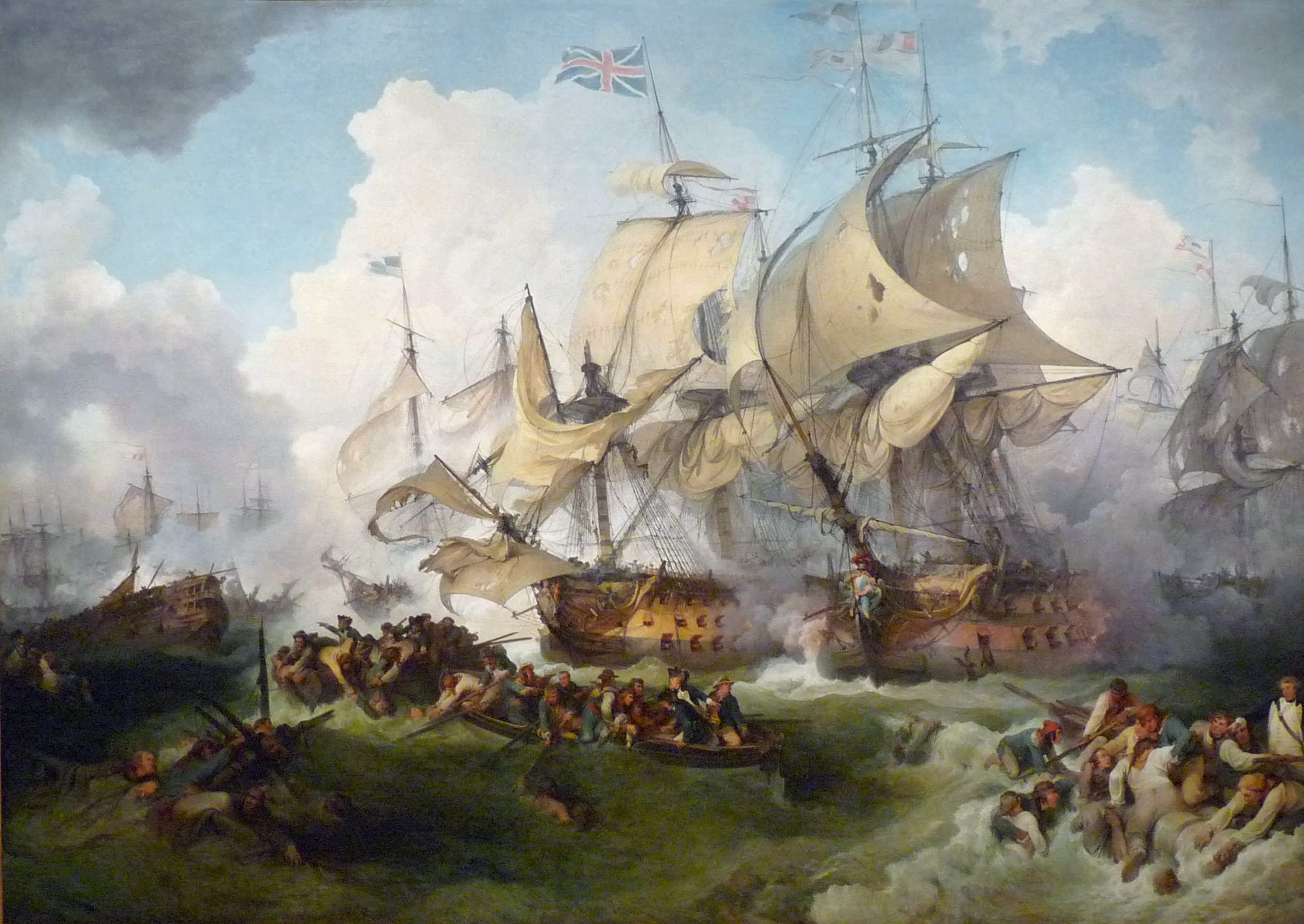
Lord Howe’s action or The Glorious First of June, Gemälde von Philipp Jakob Loutherbourg dem Jüngeren

Howe schickte Pasley, der kürzlich zum Konteradmiral befördert worden war und sein fliegendes Geschwader, bestehend aus der Bellerophon und den 74-Kanonen-Schiffen Russell, Thunderer und Marlborough, voraus, um die französischen Streitkräfte ausfindig zu machen. Am 28. Mai um 6 Uhr morgens meldete die Fregatte Phaeton der Bellerophon, dass eine fremde Flotte gesichtet worden sei. Pasley fuhr mit dem Geschwader nach Südosten, um die Lage zu erkunden. Um 9 Uhr kam eine große Flotte in Sicht, und es wurden dreiunddreißig Schiffe gezählt, von denen mindestens dreiundzwanzig Linienschiffe zu sein schienen. Gegen Mittag wurde bestätigt, dass es sich um französische Schiffe handelte, und Pasley meldete diese Nachricht an Howe. Howe ordnete die Verfolgung an, und am Abend traf die Spitze von Pasleys Vorhut auf die Franzosen. Die Bellerophon war das erste Schiff, das in Kampfhandlungen verwickelt wurde, als die Révolutionnaire zurückfiel, um ihr den Weg abzuschneiden.

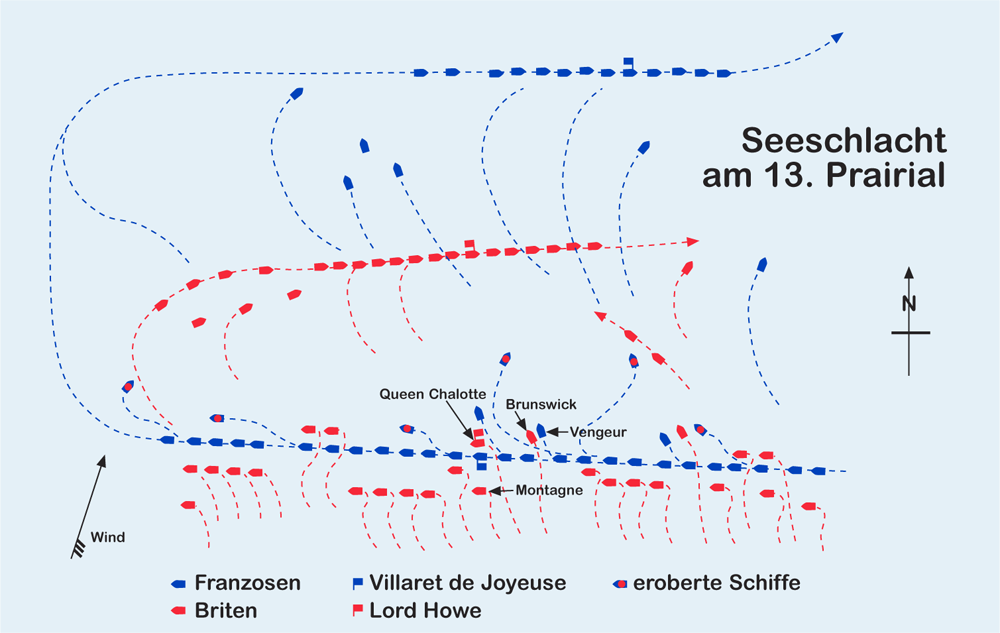
Schlachtverlauf

Pasley wendete, um sich dem französischen Schiff zu nähern, und es kam zu einem heftigen Schlagabtausch. Das schwere Artilleriefeuer des größeren französischen Schiffes verursachte beträchtliche Schäden, insbesondere an der Großmarsstenge der Bellerophon, die vollkommen allein kämpfte, bis der Rest des Geschwaders und zwei Schiffe der Hauptflotte, Audacious und Leviathan, eintrafen, um sie zu unterstützen. Die beschädigte Bellerophon konnte sich dank der Unterstützung aus dem Gefecht zurückziehen und als die Nacht hereinbrach, gab Howe der Flotte das Signal, sich neu aufzustellen und den nächsten Tag abzuwarten, bevor sie das Gefecht wieder aufnahm. Am nächsten Morgen begannen die Kämpfe von neuem. Howe näherte sich seitlich den Französischen Schiffen um ihre Linie zu durchbrechen. Die Bellerophon folgte Howes Flaggschiff Queen Charlotte und wurde dabei durch französisches Feuer beschädigt. Howe isolierte mehrere französische Schiffe der Nachhut und belegte sie mit Breitseiten, doch Villaret de Joyeuse konnte sein Schiff zu ihrer Rettung heranbringen, und die beiden Flotten trennten sich in der Nacht wieder, um sich neu zu formieren und Schäden zu beheben.
Schlechtes Wetter am 30. und 31. Mai verhinderte den Kontakt zwischen den Flotten, doch am folgenden Tag, dem 1. Juni, konnte Howe eine entscheidende Aktion durchführen, die später als „Glorious First of June“ bekannt wurde. Mit der Bellerophon in der Nachhut näherten sich die Briten unter schwerem Beschuss langsam der französischen Flotte. Dabei wurde Pasley von einer Kanonenkugel am Bein getroffen, als er auf dem Achterdeck stand. Fähnrich Matthew Flinders berichtete, dass

„unser tapferer Admiral sein Bein durch einen 18-Pfünder-Schuss verlor, der durch das Achterdeck eindrang.“

Als zwei Matrosen ihr Bedauern ausdrückten, antwortete Pasley:

„Danke, aber kümmert euch nicht um mein Bein, sondern um meine Flagge.“

Er wurde unter Deck gebracht, wo ihm das zerschmetterte Bein amputiert wurde. Kapitän Hope hielt das Schiff im Gefecht und beschoss die Éole, bis sie der Kiellinie nicht mehr folgen konnte. Die Bellerophon hatte inzwischen alle drei Marsstengen verloren, und ihr Großsegel und die Unterwanten waren zerfetzt worden. Hope gab daraufhin der Fregatte Latona das Signal, die Bellerophon aus dem Kampfgebiet zu schleppen. Obwohl die Bellerophon während des Gefechts unter schwerem Beschuss stand, waren die Verluste mit vier Gefallenen und zwischen siebenundzwanzig und dreißig Verwundeten vergleichsweise gering.
Nach der Schlacht kehrte die Bellerophon mit der Flotte nach England zurück, wo der verwundete Pasley das Schiff verließ. Die Bellerophon wurde zur Reparatur nach Portsmouth gebracht und nahm dann ihre Patrouillenfahrten vor den westlichen Anrainerstaaten wieder auf. Ende November wurde Kapitän Hope abgelöst, und am 1. Dezember 1794 erhielt die Bellerophon mit James Cranstoun einen neuen Kommandanten.

#### Cornwallis’ Rückzug

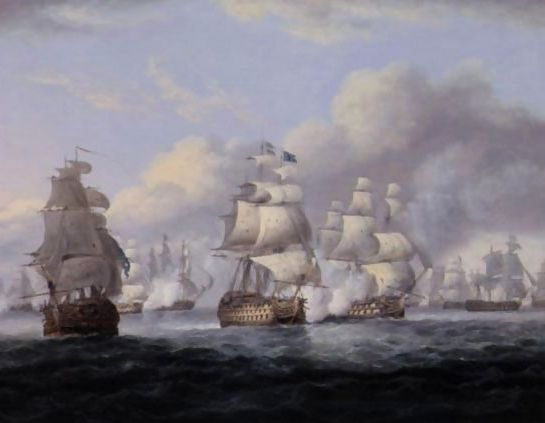
Cornwallis’ Rückzug, Gemälde von Thomas Luny

Im Mai 1795 stach die Bellerophon wieder in See, nachdem sie drei Monate in Solent vor Anker gelegen hatte. Sie war am 1. Mai in Spithead gewesen, als die Boyne Feuer fing und anschließend in die Luft flug, wobei die Bellerophon zwölf Männer rettete. Kurze Zeit darauf, schloss sie sich einem Geschwader unter dem Kommando von Vizeadmiral William Cornwallis an, das vor Ouessant patrouillieren sollte. Das Geschwader war am 7. Juni auf Position und kaperte am folgenden Tag einen Konvoi mit acht französischen Handelsschiffen vor Belle-Île. Das Geschwader blieb bis zum 16. Juni in diesem Gebiet, als ein Ausguck auf der Bellerophon eine große Flotte in Ost-Süd-Ost-Richtung entdeckte. Dabei handelte es sich um die Flotte von Brest, die aus dreizehn Linienschiffen, zwei Fregatten, zwei Briggs und einem Kutter unter Admiral Villaret de Joyeuse bestand. Cornwallis, der zahlenmäßig stark unterlegen war, ordnete den Rückzug an, aber die Bellerophon und die Brunswick segelten ungewöhnlich langsam, sodass er sich von den Franzosen zunehmend in Bedrängnis gebracht sah. Um seine Schiffe zusammenzuhalten, befahl Cornwallis der Bellerophon, an der Spitze der Vorhut in Stellung zu gehen. Nachdem die Franzosen Cornwallis’ Schiffe einen ganzen Tag lang verfolgt hatten, kamen die führenden französischen Schiffe auf Schlagdistanz zur Mars, die sich in der Nachhut der Briten befand. Cornwallis fiel zurück, um die Mars zu unterstützen, während Kapitän Robert Stopford von der Phaeton Signale gab, die darauf hindeuteten, dass eine britische Flotte in Sicht war. Als die Franzosen am Horizont Segel ausmachten, nahm Villaret de Joyeuse irriger Weise an, dass sich eine britische Flotte näherte, um Cornwallis zu unterstützen, und brach die Verfolgung ab. Es stellte sich jedoch heraus, dass keine britische Flotte in der Nähe war, sondern die Segel zu einem Konvoi britischer Handelsschiffe gehörten.

#### Irische Atlantikküste
Die Bellerophon kehrte im Juni nach England zurück und fuhr bis September Patrouille vor den westlichen Anrainerstaaten. Im Oktober kehrte sie für erneut nach Portsmouth zurück und wurde für 8.103 Pfund Sterling überholt. Im Januar 1796 nahm sie den Patrouillen- und Blockadedienst in den westlichen Anrainerstaaten wieder auf. Zunächst unter Cranstoun, ab April jedoch unter dem kommissarischen Kapitänsamt von Leutnant John Loring.
Cranstouns Nachfolger, Kapitän Henry D’Esterre Darby, erhielt im September das Kommando. Der Blockadedienst wurde bis Anfang Januar 1797 fortgesetzt, als die Flotte die Nachricht erhielt, dass eine französische Expeditionsflotte vor Irland aufgetaucht sei. Vollkommen überrascht befahl die Admiralität der Bellerophon und einer Reihe anderer Schiffe, vor der Bantry Bay zu patrouillieren. Zu diesem Zeitpunkt waren die französischen Schiffe durch schlechtes Wetter zerstreut worden und nach drei Wochen auf Patrouille lief die Bellerophon in Cork ein, wo sie sich mit dem irischen Geschwader unter Admiral Robert Kingsmill traf.
Kurz nach ihrer Rückkehr nach Spithead Anfang März erhielt die Bellerophon neue Befehle von der Admiralität. Am 17. März segelte sie nach Cádiz, um sich der Mittelmeerflotte von Sir John Jervis anzuschließen, die den Hafen blockierte.

#### Mittelmeer
Am 30. Mai 1797 traf die Bellerophon in der Bucht von Cádiz auf die Flotte von Jervis. Drei Tage später wurde sie zum einzigen Mal von Horatio Nelson besucht, der damals Konteradmiral war und das Kommando über das Küstengeschwader der Blockadeflotte hatte.
Die Bellerophon befand sich bis Oktober mit der Flotte in der Bucht von Cádiz, als Jervis sie zur Patrouille zwischen Kap Trafalgar und Kap St. Vincent entsendete. Diese Aufgaben dauerten bis Ende Mai 1798, als die Bellerophon einem abkommandierten Geschwader unter Kapitän Thomas Troubridge zugeteilt wurde und den Auftrag erhielt, sich mit Nelsons Geschwader zu treffen, um es zu verstärken. Nelson war im Mittelmeer auf der Jagd nach einer großen französischen Flotte, die von Toulon aus mit Truppen in See gestochen war.
Die Franzosen verfolgten eine komplexe Land- und Seeoperation im Mittelmeer, die letztlich auf eine Invasion und Besetzung Ägyptens abzielte. Die Briten wussten, dass die Franzosen eine große Armee unter der Führung von General Napoleon Bonaparte aufgestellt hatten, doch ihr Ziel war unbekannt. Als sich Nelson am 7. Juni mit dem Geschwader von Troubridge vereinte, verfügte er über ausreichend Kräfte, um die Franzosen anzugreifen, und begann, das Mittelmeer zu durchkämmen.
Die Suche dauerte fast zwei Monate, wobei die britischen Truppen nach Westen und dann wieder nach Osten vorstießen und die Franzosen manchmal nur um Tage verpassten. Nachdem die französischen Soldaten Malta eingenommen hatten, trafen sie am 1. Juli vor Alexandria ein und begannen mit der Anlandung von Truppen. Erst am 25. Juli erreichte Nelson, der zu diesem Zeitpunkt vor Sizilien ankerte, die Nachricht, dass die französische Flotte vor Ägypten aufgetaucht war. Er stach mit seiner Flotte in See und kam am 1. August vor Alexandria an, fand den Hafen jedoch leer vor. Auf dem Weg nach Osten entdeckte er die französische Flotte, bestehend aus dreizehn Linienschiffen, vier Fregatten und einer Reihe von Kanonenbooten, in der Bucht von Abukir vor Anker.

#### Seeschlacht bei Abukir

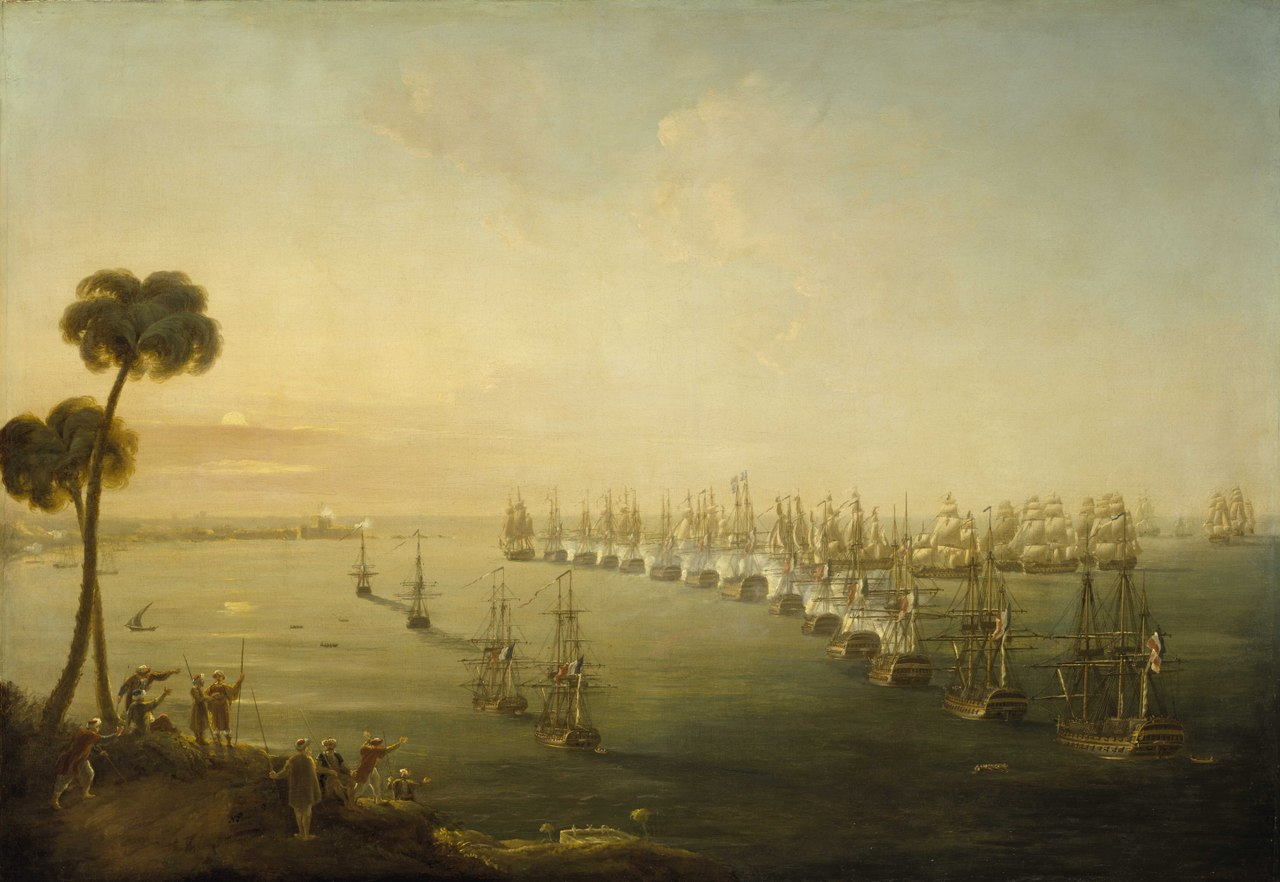
„The Battle of the Nile“, Gemälde von Nicholas Pocock

Es war schon spät am 1. August, als die britische Flotte in der Bucht auftauchte, wo die Franzosen in einer starken Verteidigungsstellung vor Anker lagen. Der französische Befehlshaber, Vizeadmiral François-Paul Brueys d’Aigalliers, rechnete nicht mit einem nächtlichen Angriff, aber Nelson befahl seinen Schiffen, sich zu formieren und die Spitze der französischen Vorhut anzugreifen, wobei er günstigen Wind nutzte, der es seinen Schiffen ermöglichte, in Linie zu fahren, während er gleichzeitig verhinderte, dass die französische Nachhut die Vorhut und das Zentrum verstärkte. Als die Schlacht begann, steuerte Darby die Bellerophon in Richtung des französischen Zentrums und ging schließlich um 19 Uhr vor Anker. Möglicherweise aufgrund eines Irrtums der Besatzung oder weil der Anker schleifte, kam die Bellerophon längsseits des französischen Flaggschiffs Orient zum stehen.

Positionen der Schiffe und die Schiffsbewegungen in der Seeschlacht von Abukir am 1- bis 2. August 1798. Die britischen Schiffe sind rot und die französischen blau. Vorübergehende Schiffspositionen sind blassblau/blassrot dargestellt.

Die Bellerophon befand sich nun in einer verzweifelten Lage. Der wesentlich stärkere Dreidecker Orient feuerte mehrere Breitseiten auf die Bellerophon, zertrümmerte ihre Boote, zerstörte die Geschütze und zerschnitt die Takelage. Französische Marinesoldaten auf den höheren Decks feuerten Salven von Musketen auf die ungeschützten oberen Decks der Bellerophon. Zwischen 60 und 70 Mitglieder der Besatzung wurden in der ersten Phase des Gefechts getötet oder verwundet, darunter auch Darby, der durch eine Kopfwunde bewusstlos wurde. Das Kommando ging dann auf den ersten Leutnant Daniel über. Daniel und der zweite Leutnant Lander wurden beide verwundet, waren aber in der Lage, die Kämpfe weiter zu koordinieren, bis ein Kanonenschuss Daniels linkes Bein abriss. Der vierte Leutnant, John Hadaway, wurde verwundet und unter Deck zum Chirurgen gebracht, während der fünfte Leutnant, George Joliffe, an Deck getötet wurde. Nach einer Stunde Kampf gegen die Orient brach der Besanmast der Bellerophon zusammen, kurz darauf auch der Großmast. Leutnant Lander kam bei dem Sturz des Großmastes ums Leben, und das Kommando ging auf den dritten Leutnant, den  Robert Cathcart, über. Sowohl auf der Bellerophon als auch auf der Orient waren mehrere Brände ausgebrochen. Laut Logbuch der Bellerophon war Cathcart unter Deck im Einsatz als um 21.00 Uhr, ein weiteres Feuer auf der L’Orient ausbrach, sodass der 13-jährige Fähnrich John Hindmarsh kurzzeitig der ranghöchste Offizier an Deck war. Er ordnete an, das Ankertau zu kappen und das Sprietsegel zu hissen, belastete aber den Fockmast zu stark, der daraufhin zusammenbrach. Während die Besatzung das Feuer bekämpfte, begann sich die Bellerophon, die nun völlig entmastet war, vom Kampfgeschehen zu entfernen. Als sie sich aus der Formation ausbrach, erhielt sie einige Treffer von der französischen Tonnant. Als die Bellerophon langsam abdriftete, wurde sie von der Swiftsure gesichtet, die sich dem Zentrum näherte. In der Dunkelheit konnte der Kapitän der Swiftsure, Benjamin Hallowell, das entmastete Schiff nicht identifizieren und vermutete, dass es sich um ein beschädigtes französisches Schiff handelte, das zu entkommen versuchte. Er überlegte, ob er das Schiff beschießen sollte, entschied sich dann aber dafür, das Feuer einzustellen und weiter in Richtung des französischen Zentrums vorzudringen, wo er schließlich achteraus vor der Orient, nahe der ursprünglichen Position der Bellerophon, vor Anker ging. Darby hatte sich inzwischen so weit erholt, dass er wieder das Kommando übernehmen konnte, und auf seinen Befehl hin ging die ramponierte Bellerophon am östlichen Ende der Bucht vor Anker, wo die Besatzung mit den Reparaturen begann. Die Schlacht tobte die ganze Nacht hindurch und endete schließlich mit einem entscheidenden Sieg für die Briten. Die nächsten fünf Tage wurden damit verbracht, das Schiff zu reparieren und die Toten zu bestatten. Auf der Bellerophon wurden 49 Männer getötet und 148 verwundet. Acht weitere erlagen in der folgenden Woche ihren Verletzungen.

#### In Großbritannien und Westindien
Nachdem die notdürftige Reparatur in Abukir abgeschlossen war, setzte die Bellerophon eine behelfsmäßige Besegelung und schleppte gemeinsam mit der Majestic die gekaperte Spartiate nach Gibraltar ab, wo sie instand gesetzt wurde. Nach Abschluss der Reparatur kehrte die Bellerophon nach Großbritannien zurück und erreichte Spithead am 2. April 1800, wo sie abgemustert wurde und sich im September einer weiteren Überholung unterzog. Die Werftliegezeit zog sich bis August 1801 hin und kostete 32.608 Pfund Sterling. Die Bellerophon wurde am 25. Juni 1801 unter dem Kommando von George Stewart wieder in Dienst gestellt und schloss sich im August wieder der Kanalflotte an die Brest blockierte. Stewart wurde am 25. November von John Loring abgelöst.
1802 war die Bellerophon eines von fünf Schiffen, die den Befehl erhielten, sie dem Geschwader von Admiral John Thomas Duckworth in Westindien anzuschließen. Die Bellerophon verließ Torbay am 2. März 1802, nachdem sie ihre Vorräte ergänzt hatte. Als sie am 27. März ihr Ziel erreichte, wurde der Friede von Amiens unterzeichnet und das Vereinigte Königreich und Frankreich schlossen Frieden. Die folgenden achtzehn Monate kreuzte das Schiff im Jamaica Channel und geleitete Frachtschiffe zwischen Jamaika und Halifax.

### Dritter Koalitionskrieg
Die Bellerophon befand sich in der Karibik, als Großbritannien Frankreich im Mai 1803 den Krieg erklärte. Ihr Kapitän John Loring wurde zum Kommodore des britischen Geschwaders ernannt, das im Rahmen der Blockade von Saint-Domingue schnell in die Offensive gegen die französische Schiffe ging. Mitte 1803 konnte das Geschwader unter Kapitän Henry William Bayntun, bestehend aus der Bellerophon, der Cumberland, der Hercule, der Elephant und der Vanguard, die französischen Kaperschiffe Poisson Volant und Superieure als Prise aufbringen. Ende Juni wurden die Korvette Mignonne und eine Brigg gekapert, woraufhin die Briten vor Cap-François patrouillierten. Am 24. Juli stieß das Geschwader, bestehend aus der Bellerophon und den 74-Kanonen-Schiffen Elephant, Theseus und Vanguard, auf die beiden französischen 74-Kanonen-Schiffe Duquesne und Duguay-Trouin sowie die Fregatte Guerrière, die versuchten, aus Cap-François zu entkommen. Das Geschwader nahm die Verfolgung auf, holte die Duquesne am 25. Juli ein und konnte sie nach leichtem Schusswechsel als Prise aufbringen, während es der Duguay-Trouin und der Guerrière gelang, ihren Verfolgern zu entkommen und nach Frankreich zu fliehen. Ein Mann an Bord der Bellerophon wurde bei der Verfolgung getötet. Sie blockierte Cap-François bis November, als der französische Kommandant der dortigen Garnison, General Rochambeau, an Loring herantrat und darum bat, seine Männer evakuieren zu dürfen, die von einer haitianischen Truppe unter der Führung von Jean-Jacques Dessalines belagert wurden. Um Rochambeau an der Flucht zu hindern, schickte Loring die Barkassen der Bellerophon und der Elephant in die Caracol-Passage, wo sie am 22. und 23. November den französischen Schoner Découverte kampfunfähig machten. Am 30. November kapitulierten die Franzosen formell und durften mit den drei Fregatten Surveillante, Clorinde und Vertu sowie einer Reihe kleinerer Schiffe evakuiert werden, die vom Geschwader nach Jamaika eskortiert wurden.
Anfang Februar 1804 wurde das Schiff von einer besonders schweren Malaria-Epidemie heimgesucht; 212 Besatzungsmitglieder der Bellerophon erkrankten. 17 starben an Bord des Schiffes, während 100 in ein Krankenhaus an Land verlegt werden mussten, wo weitere 40 starben. Im Juni wurde das Schiff als Gleitschutz für einen großen Konvoi zurück nach Großbritannien beordert und kam am 11. August in den Downs an. Es wurde kurz abgemustert und zur Überholung nach Portsmouth gebracht. Am 27. September zündeten vier Schiffszimmerleute, die bei Kerzenlicht im Magazin arbeiteten, etwas loses Pulver. Die Explosion tötete alle vier. Bis Anfang 1805 versah die Bellerophon zusammen mit der Kanalflotte vor Brest ihren Dienst und erhielt am 24. April mit Kapitän John Cooke einen neuen Kommandanten.

#### Schlacht von Trafalgar

Diese Karte der Schlacht von Trafalgar zeigt die ungefähre Position der beiden Flotten um 1200 Uhr während der Schlacht.

Um Napoleons Invasion von Großbritannien zu decken, brach im Mai 1805 eine große französische Flotte unter dem Kommando von Vizeadmiral Pierre de Villeneuve aus Toulon aus. Um zu verhindern, dass die Franzosen den offenen Atlantik erreichen, wurde die Bellerophon mit einem Geschwader unter Vizeadmiral Cuthbert Collingwood zur Patrouille in der Straße von Gibraltar entsandt. Doch bevor diese eintrafen, hatte Villeneuve die spanische Verstärkung unter Admiral Federico Gravina bereits eingesammelt und war, verfolgt von Nelsons Mittelmeerflotte, in den Atlantik gesegelt. Während Nelson Villeneuve von Europa in die Karibik und zurück verfolgte, ohne Kontakt aufzunehmen, errichtete Collingwood eine Blockade von Cádiz. Sein Geschwader befand sich Mitte August noch immer dort, als Villeneuve mit seiner Flotte auftauchte. Da Collingwood zu wenige Schiffe besaß, um die kombinierte Flotte zu stellen, ließ er sie in Cádiz einlaufen. Im Laufe der nächsten Monate wurde er mit einer Reihe von Schiffen verstärkt, und am 28. September übernahm Nelson das Kommando. Nelson errichtete eine lockere Blockade gegen die kombinierte Flotte, wobei er den größten Teil seiner Schiffe außer Sichtweite hielt, aber eine Reihe von Fregatten und größeren Schiffen in Abständen zwischen sich und Cádiz stationierte. Als am 19. Oktober beobachtet wurde, dass die französische Flotte in See stach, wurde die Mitteilung an die Flotte weitergegeben. William Pryce Cumby, der erste Leutnant der Bellerophon, war der erste in der Hauptflotte, der das Signal entdeckte, das vom letzten Schiff in der Kommunikationsverbindung, der Mars, gesendet wurde. Die Briten verfolgten die Franzosen auf ihrem Weg zur Straße von Gibraltar und kamen am Morgen des 21. Oktober in Sichtweite. Die Offiziere und Matrosen der Bellerophon bereiteten sich auf die Schlacht vor, und einige der Geschützbesatzungen schrieben mit Kreide die Worte „Sieg oder Tod“ auf ihre Geschützrohre. Um 11 Uhr bemerkte John Franklin, der Signalfähnrich der Bellerophon, dass Nelson das Signal „England erwartet, dass jeder Mann seine Pflicht tut“ gehisst hatte, und anderthalb Stunden später trat die Bellerophon als fünftes Schiff in Collingwoods Leekolonne in die Schlacht ein. Sie befand sich achteraus der Tonnant und vor der Achille, während die Colossus dicht an Backbord lag. Um 12:30 Uhr durchbrach die Bellerophon die feindliche Linie, schob sich am Heck des spanischen Schiffes Monarca vorbei und feuerte zwei Breitseiten auf sie ab. Dabei kollidierte die Bellerophon mit dem französischen Zweidecker Aigle, wobei sie mit ihrem Bug die Aigle Backbord achteraus traf und sich die Rahen der beiden Schiffe verharkten. Aneinander gekettet tauschten sie aus nächster Nähe Breitseiten aus, während die Kugeln von französischen Musketen über die Decks der Bellerophon fegten. Cumby bemerkte, dass die Offiziere ins Visier genommen wurden und dass Cooke an seinen markanten Epauletten zu erkennen war. Cumby drängte ihn, sie abzulegen, worauf Cooke antwortete: „Jetzt ist es zu spät, sie abzulegen. Ich kenne meine Lage, aber ich werde wie ein Mann sterben.“ Die Bellerophon stand nun unter Beschuss der Aigle, der Swiftsure und den spanischen Schiffen San Juan Nepomuceno und Bahama. Um 13 Uhr wurden der Groß- und der Besanmast der Bellerophon weggeschossen, und um 13:11 Uhr wurde Kapitän Cooke tödlich verwundet. Ein Augenzeuge berichtete:

„Er hatte seine Pistolen sehr oft auf den Feind abgefeuert, der ebenso oft versuchte, an Bord zu kommen, und er hatte einen französischen Offizier auf seinem eigenen Achterdeck getötet. Er war gerade dabei, seine Pistolen nachzuladen, … als er von zwei Musketenkugeln in die Brust getroffen wurde. Er fiel sofort um, und als der Quartiermeister zu ihm kam und ihn fragte, ob er ihn unter Deck bringen solle, war seine Antwort: ›Nein, lassen Sie mich eine Minute ruhig liegen. Sagen Sie Leutnant Cumby, er solle niemals die Flagge streichen.‹“

Da Cooke tot war, übernahm Cumby das Kommando. Die Decks der Bellerophon waren durch das französische Feuer weitgehend gesäubert worden, und die Enterkommandos begannen, sich ihren Weg auf das Schiff zu bahnen. Mehrere französische Matrosen kletterten auf die Rah der Bellerophon, aber eines ihrer Besatzungsmitglieder löste die Verstrebung, die die Rah hielt, so dass sie ins Meer fielen.
Französische Seeleute, die sich an der Reling der Bellerophon festhielten, wurden so lange geschlagen, bis sie gezwungen waren, loszulassen. Die Seeflagge der Bellerophon wurde dreimal weggeschossen, was ihren Signalmann Christopher Beaty so erzürnte, dass er den größten Union Jack nahm, den er finden konnte, in die Besan-Takelage kletterte und ihn über den Wanten hisste. Die französischen Schützen auf der Aigle sollen aus Bewunderung für seine Tapferkeit das Feuer eingestellt haben, als er dies tat. Die beiden Schiffe lagen so dicht beieinander, dass die Geschützmannschaften auf den unteren Decks an den Geschützpforten Mann gegen Mann kämpften, während Granaten, die durch die Pforten geworfen wurden, schwere Verluste verursachten. Eine Granate, die auf die Bellerophon geworfen wurde, explodierte im Geschützraum und sprengte die Tür auf, schloss damit aber auch die Tür des Magazins. Das daraus resultierende Feuer wurde schnell gelöscht, so dass eine katastrophale Explosion verhindert werden konnte. Um 13:40 Uhr, nachdem sie über eine Stunde lang unter schwerem Beschuss gestanden hatte, ließ die Besatzung der Aigle ihre Geschützpforten herunter und entfernte sich langsam. Als sich der Rauch lichtete, stellte Cumby fest, dass die Monarca, die die Bellerophon zuerst angegriffen hatte, ihre Flagge gestrichen hatte. Cumby schickte einen Offizier in einem Boot, um das Schiff in Besitz zu nehmen. Die Besatzung der Bellerophon führte nun Reparaturen durch und räumte Wrackteile weg. Sie feuerte noch einmal kurz ihre Kanonen ab, als die Vorhut der Franzosen unter der Führung von Konteradmiral Pierre Dumanoir Le Pelley einen verspäteten Versuch unternahm, dem Zentrum und der Nachhut zu Hilfe zu kommen. Der Angriff wurde abgewehrt, und um 17 Uhr stellten die Kanonen der Bellerophon das Feuer ein. Um 17.30 Uhr schickte Cumby ein Boot aus, um die Bahama in Besitz zu nehmen, die ebenfalls ihre Flagge gestrichen hatte. Am Ende der Schlacht hatte die Bellerophon 27 Gefallene und 123 Verwundete zu beklagen. Unter den Toten befanden sich ihr Kapitän, der Navigator John Overton und der Fähnrich John Simmons.
In den folgenden sieben Tagen war die Besatzung der Bellerophon damit beschäftigt, die Schäden zu reparieren, Notmasten aufzutakeln und den Sturm zu überstehen, der unmittelbar nach der Schlacht über das Gebiet hereinbrach. Am 28. Oktober 1805 lief sie in Gibraltar ein und wurde einer Notreparatur unterzogen, um zusammen mit der Belleisle als Geleitschutz für die Victory nach England zurückkehren zu können. Sowohl die Belleisle als auch die Bellerophon bedurften dringender Reparaturen, aber man hielt es für angemessen, dass ihnen die Ehre zuteilwurde, Nelsons Leichnam an Bord der Victory zurück nach Großbritannien zu begleiten. Cumby wurde am 3. November, einen Tag vor Antritt der Heimreise, von Kapitän Richard Thomas abgelöst. Dieser wurde wiederum schon am nächsten Tag von Kapitän Edward Rotheram abgelöst, der während der Schlacht Collingwoods Flaggschiff, die Royal Sovereign, befehligt hatte.
Die drei Schiffe segelten gemeinsam bis nach Start Point, wo sich ihre Wege am 2. Dezember trennten. Während die Victory weiter nach Portsmouth segelte, legten die Bellerophon und die Belleisle in der Cawsand Bay an. Die Bellerophon wurde dann zur Reparatur in die Werft von Plymouth gebracht und kehrte am 26. Februar, immer noch unter Rotherams Kommando, in den aktiven Dienst zurück. Die Bellerophon schloss sich erneut der Kanalflotte an und nahm ihre üblichen Aufgaben wieder auf: Blockade und Patrouille vor Ouessant und Brest.

#### Ostsee
Das Kommando von Rotheram dauerte zweieinhalb Jahre, bis er am 8. Juni 1808 von Kapitän Samuel Warren abgelöst wurde. Warren erhielt den Befehl, sich der Flotte in der Nordsee anzuschließen, um die niederländischen Häfen zu blockieren. Sie gehörte zum Geschwader von Konteradmiral Alan Gardner. Bis 1809 hatte sich die strategische Lage in der Ostsee verschlechtert, nachdem Russland die Verträge von Tilsit unterzeichnet hatte und begann, Frankreich zu unterstützen. Die Bellerophon erhielt den Befehl, sich der in der Ostsee stationierten Flotte unter Admiral James Saumarez anzuschließen.
Saumarez schickte die Bellerophon und die Minotaur im Juni in den Finnischen Meerbusen, wo die beiden Schiffe am 19. Juni auf drei verdächtig aussehende Lugger trafen, die in Hanko vor Anker lagen. Das Wasser war zu flach, um sich den Luggern zu nähern, so dass ein Bootstrupp unter Leutnant Robert Pilch von der Bellerophon entsandt wurde. Die Briten enterten die Lugger, tappten aber in eine Falle, als zahlreiche russische Küstenbatterien und mehrere Kanonenboote das Feuer auf sie eröffneten. Pilch befahl umgehend, die Schiffe zu verbrennen, nahm seine Männer wieder an Bord und landete sie neben der nächstgelegenen russischen Küstenbatterie an. Die von 100 Matrosen verteidigte Batterie wurde gestürmt und eingenommen; die Briten vernagelten die Geschütze und zerstörten das Magazin, bevor sie mit nur fünf Verwundeten zu ihren Schiffen zurückkehrten.
Im Juli gehörte die Bellerophon zu einem Geschwader unter dem Kommando von Kapitän Thomas Byam Martin von der Implacable. Am 7. Juli wurde eine Flottille von acht russischen Kanonenbooten vor Percola Point gesichtet. Ein Bootstrupp unter der Führung von Leutnant Hawkey von der Implacable versuchte noch am selben Abend, die Boote zu entern. Hawkey kam dabei ums Leben, aber Leutnant Charles Allen von der Bellerophon übernahm das Kommando, und sechs der Kanonenboote konnten gekapert werden. Ein siebtes wurde zerstört und zwölf weitere Boote mit Vorräten für die russische Armee zählten ebenfalls zur Beute. Die Bellerophon unternahm für den Rest des Jahres mehrere Fahrten, während der sie unter anderem die Åland-Inseln und Karlskrona besuchte, bevor sie im November 1809 mit einem Konvoi nach Großbritannien zurückkehrte.

#### Blockadedienst
Im Januar 1810 wurde die Bellerophon kurz überholt und ging dann in der Nore vor Anker. Danach nahm sie ihre Blockadeaufgaben in der Nordsee wieder auf und diente unter verschiedenen Kommandanten. Warren wurde am 23. August von Kapitän John Halsted abgelöst und dieser am 5. November von Kapitän Augustus Brine. Unter dem Kommando Brines, das bis Februar 1813 dauerte, blieb die Bellerophon Teil des Nordsee-Blockadegeschwaders. Am 11. Februar 1813 übernahm Kapitän Edward Hawker das Kommando. Kurz darauf transportierte die Bellerophon Vizeadmiral Richard Goodwin Keats, den neu ernannten Gouverneur von Neufundland, nach St. John’s, Neufundland.
Während des Krieges von 1812 segelte die Bellerophon als Konvoieskorte nach Süden zu den Bermudas. Als sie im Sommer nach St. John’s zurückkehrte, kaperte sie mehrere amerikanische Schiffe, darunter den Kaperer Genie. Den Rest des Jahres verbrachte sie mit Patrouillenfahrten vor Cape Race, bevor sie im November 1813 mit einem Konvoi nach Großbritannien zurückkehrte. Das Jahr 1814 wurde mit ähnlichen Aufgaben verbracht: Die Bellerophon eskortierte zwischen April und Juni einen Konvoi nach St. John’s und patrouillierte dann bis Dezember erneut vor Cape Race. Danach verlegte man sie in die Nore, wo sie am 9. April 1815 mit Kapitän Frederick Lewis Maitland einen neuen Kommandanten erhielt. Im Mai segelte die Bellerophon nach Plymouth, wo sie sich einem Geschwader unter Konteradmiral Henry Hotham anschloss, das den Auftrag hatte, französische Atlantikhäfen zu blockieren. Hotham, der mit der Superb unter seiner Flagge fuhr, schickte Maitland mit der Bellerophon zur Überwachung von Rochefort, wo zwei französische Fregatten, eine Brigg und eine Korvette im Hafen lagen.
Die Bellerophon verbrachte mehr als einen Monat auf dieser Station, patrouillierte die Zufahrten zum Hafen und fing Schiffe an der Küste ab. In der Zwischenzeit war Napoleon am 18. Juni in der Schlacht bei Waterloo besiegt worden; am 2. Juli traf er in Rochefort ein. Nach der Niederlage seiner Armeen und in Erwartung der baldigen Wiederherstellung der bourbonischen Monarchie hoffte Napoleon, in die Vereinigten Staaten ins Exil gehen zu können, was die Briten aber nicht gestatteten. Als Maitland die Nachricht erreichte, dass Napoleon in Rochefort war, entsandte er die Myrmidon und die Slaney, um die Bellerophon zu verstärken und die anderen Eingänge des Hafens zu überwachen.

### Napoleons Kapitulation
Napoleon wurde von der provisorischen Regierung Frankreichs dazu gezwungen, Frankreich zu verlassen. Hätte er sich geweigert, wäre er das Risiko eingegangen, Gefangener der Bourbonen, Preußens oder Österreichs zu werden. Die Alternative lag darin, sich den Briten zu ergeben und um politisches Asyl zu bitten. Am 10. Juli schickte Napoleon zwei Unterhändler, General Anne Jean Marie René Savary und Emmanuel de Las Cases, an Bord der Bellerophon, die Maitland treffen und mit ihm mit Möglichkeit einer Ausreise Napoleons in die Vereinigten Staaten erörtern sollten. Maitland hatte den Befehl, dieses zu verhindern, und schlug daher vor, Napoleon und sein Gefolge an Bord zu nehmen und nach Großbritannien zu bringen. Die Verhandlungen zogen sich die nächsten Tage hin, doch da ihm die Optionen ausgingen, entschied Napoleon schließlich am 13. Juli sich den Briten zu ergeben. Am 14. Juli erhielt Maitland einen Brief, der ihn darüber informierte, dass Napoleon am Folgetag an Bord der Bellerophon kommen würde, um sich zu ergeben.
Napoleon schiffte sich am frühen Morgen des 15. Juli an Bord der Brigg Épervier ein und machte sich auf den Weg zur Bellerophon. Als er sich näherte, wurde die Superb unter der Flagge von Vizeadmiral Hotham gesichtet. Da Maitland befürchtete, dass die Épervier die Bellerophon nicht erreichen würde, bevor die Superb eintraf, und dass Hotham infolgedessen das Kommando übernehmen und Napoleon selbst in Empfang nehmen würde, schickte er ein Beiboot der Bellerophon, um den ehemaligen Kaiser abzuholen und auf das Schiff zu bringen. Irgendwann zwischen 6 und 7 Uhr morgens legte das Boot an der Bellerophon an und General Henri-Gatien Bertrand kam an Bord, gefolgt von Napoleon. Die Marineinfanteristen standen stramm, und Napoleon ging auf das Achterdeck, zog seinen Hut vor Maitland und verkündete auf Französisch: „Ich bin gekommen, um mich in den Schutz Ihres Fürsten und Ihrer Gesetze zu begeben.“ Maitland verbeugte sich daraufhin. Mit dem ehemaligen Kaiser in Gewahrsam an Bord eines britischen Kriegsschiffs waren die Kämpfe mit Napoleon endgültig beendet.
Maitland zeigte Napoleon die Kajüte, die er ihm zur Verfügung gestellt hatte, und führte ihn durch sein Schiff. Um 10:30 Uhr ging die Superb auf der Reede vor Anker, und Maitland machte sich auf den Weg, um seinen Bericht abzugeben. Hotham war mit seinen Vorbereitungen einverstanden und stimmte zu, dass Napoleon an Bord der Bellerophon nach England gebracht werden sollte. Er kam selbst an Bord, um den ehemaligen Kaiser zu treffen und in der Kajüte fand ein großes Abendessen statt, an dem Napoleons Gefolge und britische Offiziere teilnahmen. Am nächsten Tag besuchte Napoleon Hotham auf der Superb, und nach seiner Rückkehr trat Maitland in Begleitung der Myrmidon die Reise nach England an.
Bald entwickelte sich an Bord eine gewisse Routine: Napoleon ging gewöhnlich gegen 17 Uhr an Deck spazieren, gefolgt von einem formellen Abendessen um 18 Uhr. Die Matrosen und Offiziere zogen ihre Hüte ab und hielten Abstand, wenn Napoleon an Deck kam. Sie sprachen nur mit ihm, wenn er sie dazu aufforderte. Diese Routine wurde am frühen Morgen des 23. Juli durchbrochen, als Napoleon in der Morgendämmerung erschien und die Bellerophon in Sichtweite von Ouessant kam, dem letzten Stück französisches Land, das für den Rest der Reise sichtbar war. Er bestieg in Begleitung eines Fähnrichs das Achterdeck und verbrachte den Vormittag damit, zu beobachten, wie die Küste langsam aus dem Blickfeld verschwand. Zu ihm gesellten sich Mitglieder seines Gefolges, von denen er jedoch keinen ansprach.
Am Morgen des 24. Juli ging die Bellerophon vor Brixham vor Anker und dort erhielt Maitland von Admiral George Elphinstone den Befehl, „jede Person daran zu hindern, an Bord des von Ihnen befehligten Schiffes zu kommen, mit Ausnahme der Offiziere und der Besatzung“. Obwohl die Boote, die sich dem ankernden Kriegsschiff näherten und frisches Brot und Obst zum Verkauf mitbrachten, abgewiesen wurden, sickerte schließlich durch, dass Napoleon an Bord des Schiffes war.
Die Nachricht erregte großes Aufsehen, und bald umringten zahlreiche Boote mit Schaulustigen das Schiff. Gelegentlich kam Napoleon heraus, um sie zu betrachten, aber trotz der Bitten einiger Leute, an Bord gehen zu dürfen, verweigerte Maitland jeglichen Kontakt zwischen Schiff und Land. Am 26. Juli erhielt die Bellerophon den Befehl, den Hafen von Plymouth anzulaufen, wo Elphinstone an Bord seines Flaggschiffs Ville de Paris vor Anker lag. Napoleon blieb an Bord der Bellerophon und das Schiff wurde durch zwei Wachschiffe, die Liffey und die Eurotas, die in unmittelbarer Nähe vor Anker lagen, von der Menge der Schaulustigen abgeschirmt. Die Bellerophon verbrachte 2 Wochen im Hafen von Plymouth, während die Behörden eine Entscheidung darüber trafen, was mit Napoleon geschehen sollte. Am 31. Juli teilten sie dem ehemaligen Kaiser ihre Entscheidung mit. Napoleon sollte auf die abgelegene Insel St. Helena verbannt werden. Er durfte drei Offiziere, seinen Chirurgen und zwölf Diener mitnehmen. Napoleon, der gehofft hatte, sich in Großbritannien in Ruhe niederlassen zu können, war von dieser Nachricht bitter enttäuscht. Die Bellerophon sollte ihn nicht ins Exil begleiten. Die Admiralität war besorgt, dass das alternde Schiff für die lange Reise in den Südatlantik ungeeignet war, und so wurde die Northumberland für diese Aufgabe ausgewählt. Am 4. August befahl Elphinstone der Bellerophon, in See zu stechen und auf die Ankunft der Northumberland zu warten. Am 7. August bedankte sich Napoleon bei Maitland und seiner Mannschaft für ihre Gastfreundschaft und verließ die Bellerophon, auf der er über drei Wochen verbracht hatte. Er ging an Bord der Northumberland, die daraufhin nach St. Helena segelte.

### Gefängnishulk
Nachdem Napoleon die Bellerophon verlassen hatte, segelte sie nach Sheerness, wo sie am 2. September vor Anker ging. Dort wurde sie zum letzten Mal abgemustert und ihrer Kanonen und Masten entledigt. Da nach dem Ende des Krieges kein Bedarf mehr an vielen Schiffen bestand, reihte sich die Bellerophon in eine Gruppe von Schiffen ein, die so stillgelegt wurden.
In einem Bericht vom 16. Oktober 1815 wurde empfohlen, eine Reihe von Sträflingen, die zuvor an Bord der Portland untergebracht waren, in eine geeignetere Unterkunft zu verlegen. Der Bericht schlug vor, dass „die Schiffsklasse, die ich mir erlaube, als am besten geeignet für diesen Dienst zu betrachten, ein Zweidecker mit 74 Kanonen wäre, mit ungefähr den gleichen Abmessungen wie die Bellerophon, mit geringem Tiefgang und erhöhten Decks.“ Der Bericht wurde gebilligt und der Vorschlag in die Tat umgesetzt. Die Bellerophon wurde im Dezember 1815 in die Sheerness-Werft gebracht und in neun Monaten zum Gefängnisschiff umgebaut.
Die Bellerophon fasste in dieser Zeit im Allgemeinen etwa 435 Gefangene, doch 1823 führten Gesetzesänderungen dazu, dass die älteren Gefangenen von der Bellerophon verlegt wurden und das Schiff stattdessen für die Unterbringung von jungen Gefangenen genutzt wurde, von denen 320 Anfang 1824 ankamen. Im selben Jahr wurde der Entschluss gefasst, die Waterloo, ein 80-Kanonen-Schiff, das 1818 vom Stapel gelaufen war, in Bellerophon umzubenennen. Aus diesem Grund wurde die bisherige Bellerophon am 5. Oktober 1824 in Captivity umbenannt. Am 23. November 1824 erlitt das Schiff während eines Sturms in Portsmouth eine Grundberührung. Die Captivity blieb bis Anfang 1826 Gefängnisschiff für männliche Jugendliche. Da das Schiff vom inneren Aufbau her für die Einrichtung von Werkstätten ungeeignet war, wurden die Gefangenen auf eine weitere Hulk, die Euryalus, überführt, während die Captivity nach Plymouth verlegt werden sollte. Das Schiff kam im April 1826 an die Werft in Sheerness, um für die Überführung ausgerüstet zu werden. Es erreichte Plymouth im Juni und diente dort in den folgenden acht Jahren als Sträflingshulk. 1834 wurde die Zahl der in Strafkolonien verlegten Häftlinge deutlich angehoben, um die Hulks leer zu bekommen. Nachdem die letzten Gefangenen die Captivity verlassen hatten, wurde sie an das Navy Department zurückgegeben.
Das Board of Admiralty schrieb die Captivity für den 21. Januar 1836 zum Verkauf aus. Das Schiff wurde mit 1.613 Tonnen beziffert. Es wurde für 4.030 Pfund verkauft, was heute etwa 511.887 Pfund entspräche. Das alte Linienschiff wurde abgewrackt und das gewonnene Holz im September 1836 versteigert.

## Konstruktion
Die Bellerophon wurde am 11. Januar 1782 bei Edward Greaves and Company in Frindsbury (Kent) nach einem modifizierten Entwurf des Surveyor of the Navy Thomas Slade in Auftrag gegeben. Die Bellerophon war eines von zehn Schiffen, die nach dem modifizierten Entwurf der Arrogant-Klasse gebaut wurden, der ursprünglich 1758 von Slade entwickelt worden war und für den Bau der beiden Schiffe Arrogant und Cornwall verwendet wurde. Der Entwurf wurde 1774 in leicht veränderter Form wieder aufgegriffen und am 25. August desselben Jahres von der Admiralität genehmigt.
Die Kiellegung erfolgte im Mai 1782 in Frindsbury. Das Schiff hatte eine Länge über alles von 51 m, eine Breite von 14,28 m und einen Tiefgang von ca. 6 m. Als die Bellerophon vom Stapel lief, gab es keinen dringenden Bedarf an neuen Kriegsschiffen. Die Unterzeichnung des Pariser Friedensvertrages im Jahr 1783 beendete den amerikanischen Unabhängigkeitskrieg, während die Bellerophon noch im Bau war.
Ihre Bewaffnung bestand aus achtundzwanzig 32-Pfünder-Kanonen auf dem unteren Kanonendeck, achtundzwanzig 18-Pfünder-Kanonen auf dem oberen Kanonendeck, vierzehn 9-Pfünder-Kanonen auf dem Achterdeck und vier 9-Pfünder-Kanonen auf dem Vorschiff.
Obwohl Greaves den Auftrag erhalten hatte, die Bellerophon bis April 1784 zu Wasser zu lassen, lag sie noch zwei Jahre auf der Helling, wahrscheinlich weil die Marinebehörde anordnete, die Bauarbeiten zu verzögern, damit das Holz getrocknet werden konnte – ein Luxus, den man sich leisten konnte, da es keinen dringenden militärischen Bedarf mehr gab. Der Stapellauf wurde mehrmals verschoben und fand schließlich während eines schweren Herbststurms am 7. Oktober 1786 unter Charles Proby statt. Anschließend wurde das Schiff über den Medway geschleppt und ankerte vor Chatham. Am 7. März 1787 wurde die Bellerophon in ein Trockendock gebracht, wo ihr Rumpf mit einer Kupferummantelung versehen und sie für die Reserve ausgerüstet wurde. Die endgültigen Kosten beliefen sich auf 30.232,14 Pfund und weitere 8.376,15 Pfund für die Ausrüstung des Schiffes.
| Name                  | Dienstantritt      | Entlassung         |
| --------------------- | ------------------ | ------------------ |
| Thomas Pasley         | 19. Juli 1790      | 9. September 1791  |
| Thomas Pasley         | 12. März 1793      | 14. Januar 1794    |
| William Hope          | 15. Januar 1794    | 30. November 1794  |
| Lord Cranstoun        | 1. Dezember 1794   | 9. September 1796  |
| Henry D. Darby        | 11. September 1796 | 3. Mai 1800        |
| Lord Viscount Garlies | 25. Juni 1801      | 25. November 1801  |
| John Loring           | 26. November 1801  | 24. April 1805     |
| John Cooke            | 25. April 1805     | 21. Oktober 1805   |
| Richard Thomas        | 3. November 1805   | 3. November 1805   |
| Edward Rotheram       | 4. November 1805   | 7. Juni 1808       |
| Samuel Warren         | 8. Juni 1808       | 22. August 1810    |
| John Halsted          | 23. August 1810    | 4. November 1810   |
| Augustus Brine        | 5. November 1810   | 10. Februar 1813   |
| Edward Hawker         | 8. April 1815      | 17. März 1813      |
| F.L. Maitland         | 9. April 1815      | 13. September 1815 |